# Lillsjön (Dorotea socken, Lappland, 717811-147605)
Lillsjön är en sjö i Dorotea kommun i Lappland och ingår i Ångermanälvens huvudavrinningsområde. Sjön har en area på 0,132 kvadratkilometer och ligger 567,9 meter över havet. Lillsjön ligger i Kalvtjärnarna Natura 2000-område.

## Delavrinningsområde
Lillsjön ingår i det delavrinningsområde (717770-147655) som SMHI kallar för Utloppet av Lillsjön. Medelhöjden är 591 meter över havet och ytan är 0,96 kvadratkilometer. Räknas de 2 avrinningsområdena uppströms in blir den ackumulerade arean 3,02 kvadratkilometer. Vattendraget som avvattnar avrinningsområdet har biflödesordning 4, vilket innebär att vattnet flödar genom totalt 4 vattendrag innan det når havet efter 277 kilometer. Avrinningsområdet består mestadels av skog (86 procent). Avrinningsområdet har 0,13 kvadratkilometer vattenytor vilket ger det en sjöprocent på 13,7 procent.